# Ödipus auf Kolonos
Ödipus auf Kolonos (altgriechisch Οἰδίπους ἐπὶ Κολωνῷ Oidipous epi Kolōnō) ist ein 401 v. Chr. erstmals postum aufgeführtes Drama des antiken griechischen Dichters Sophokles. Der Stoff des Stückes ist dem sogenannten Thebanischen Sagenkreis entnommen. Es steht damit inhaltlich zwischen den Sophokles-Dramen König Ödipus und Antigone, bildet mit diesen aber keine eigene Trilogie. Vielmehr ist es das letzte aufgeführte Sophokles-Stück. Ort der Handlung ist Kolonos, ein Hügel in der Nähe Athens, auf dem sich das für Ödipus verbotene Heiligtum der Eumeniden befindet. Das Wort steht jedoch ebenfalls für den „Grabhügel“. Heute ist Kolonos einer der Stadtteile Athens.

## Vorgeschichte zum Drama
Dem Stück Ödipus auf Kolonos geht König Ödipus voran, der erste und zentrale Teil des Ödipus-Mythos. Ödipus erschlägt unwissentlich seinen leiblichen Vater Laios, den König von Theben, und befreit Theben später von der Sphinx. Für die Erlösung der Stadt wird er vom zeitweiligen König Kreon (Königin Iokastes Bruder und Ödipus’ Onkel) zum König gekürt und bekommt die Witwe Iokaste, seine eigene Mutter, zur Frau. Mit ihr hat er vier Kinder: die männlichen Zwillinge Eteokles und Polyneikes sowie die Töchter Antigone und Ismene. Nachdem Iokaste und Ödipus viele Jahre später von der unheilvollen Erfüllung der Orakelprophezeiung und damit von ihrer wahren Identität erfahren, erhängt Iokaste sich, woraufhin Ödipus sich selbst das Augenlicht nimmt, seinen Tod aber dem Willen der Götter überlässt. Er verbannt sich selbst aus Theben und übergibt seine Kinder Kreon.

## Inhalt

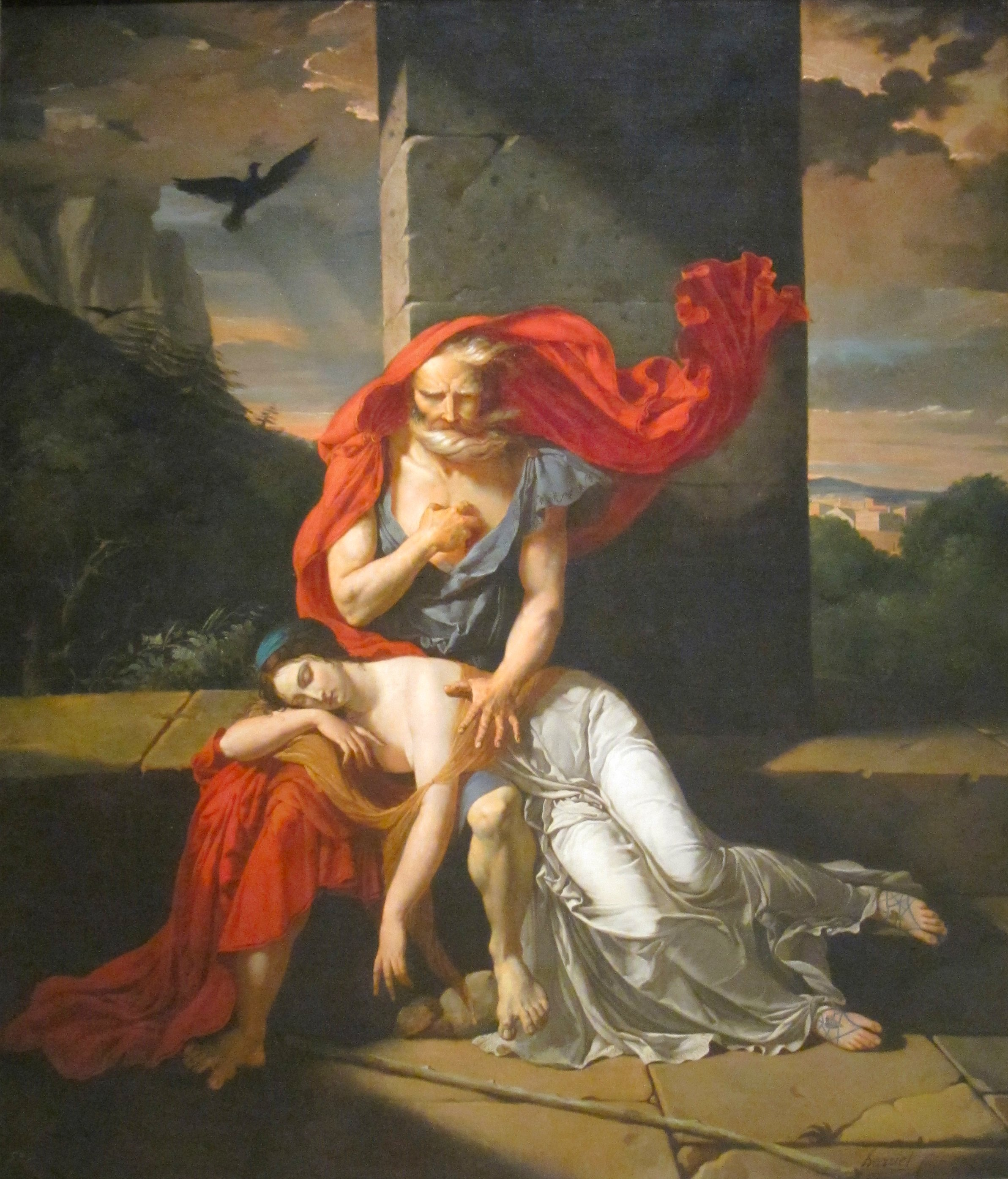
Gemälde Ödipus auf Kolonos von Fulchran-Jean Harriet, 1798

Der vergreiste Ödipus erscheint nach Jahren in der Verbannung im Beisein seiner Tochter Antigone am Hügel Kolonos bei Athen, auf dem sich der heilige Eumenidenhain befindet. Dort will er um die Erlösung von seinem leidvollen Leben bitten. Der Chor tritt auf und bittet Ödipus freundlich darum, den heiligen Ort zu verlassen. Als Ödipus seine Identität preisgibt, verlangt der Chor von ihm, sofort zu gehen. Ödipus verteidigt sich und appelliert an den guten Ruf Athens. Man will nun Theseus, den König von Athen, entscheiden lassen, wie mit dem Greis verfahren werden soll. Kurz darauf stößt die zweite Tochter Ismene hinzu, um Schwester und Vater zu helfen, die Götter mit einem Trankopfer wohlwollend zu stimmen. Theseus erscheint und hat Mitleid mit dem Geplagten, da er selbst einst im Exil war, weshalb er seine Gastfreundschaft anbietet.
Kreon erscheint gerüstet am Kolonos und offeriert Ödipus seinerseits die versöhnliche Rückkehr nach Theben. Da Ödipus das unheilvolle Schicksal Thebens voraussieht und von seiner Selbstverbannung nicht abrücken will, verweigert er die Heimkehr. Daraufhin entführt Kreon Antigone und Ismene, welche jedoch kurz darauf von Theseus befreit werden können.
Wenig später erscheint Ödipus’ Sohn Polyneikes und berichtet von seiner Vertreibung aus Theben durch seinen Bruder Eteokles, der nach Ablauf seines Regierungsjahres die Übergabe des Throns an Polyneikes verweigert. Er berichtet vom Plan, mit seinem Heer die sieben Tore der Stadt bezwingen zu wollen und Theben zurückzuerobern. Er will seinem Vater Ödipus zurück auf Thebens Thron verhelfen, dessen Erbe er dann wäre. Ödipus jedoch verflucht den „allerschlechtesten Sohn“, der sich nie um den Vater gekümmert hat. Nur durch die Fürsorge seiner Töchter konnte Ödipus überleben. Er prophezeit seinen Söhnen stattdessen, sich beim Streit um Theben gegenseitig zu ermorden. Schon hier erkennt Polyneikes den Ernst des Fluchs und bittet Antigone, ihn im Falle seines Todes zu bestatten.
Als die Gewitter und Beben aufkommen, die laut der Götterweissagung Ödipus’ Tod markieren, sucht er sich eine versteckte Ruhestätte am Hügel, die nur Theseus kennen soll, damit sich die vom Tode des Vaters erschütterten Töchter nicht selbst richten und mit ins Grab gehen.
Nach dem Tod des Ödipus kehren die Töchter nach Theben zurück, Antigone vor allem, um den Zweikampf ihrer Brüder zu verhindern. Der spätere Tod der Söhne und Antigones Versprechen von Kolonos, Polyneikes zu bestatten, ist der Ansatzpunkt für den dritten Teil der thebanischen Trilogie Antigone.

## Wirkung
Sophokles’ Mythentrilogie, zu der Ödipus auf Kolonos gehört, erreichte bereits in der griechischen Antike große Wirkung. Hinsichtlich Dramaturgie, Peripetie sowie Anagnorisis beschreibt Aristoteles die Dramen des Sophokles als Musterbeispiele der Tragödie.
Der Schriftsteller Adolf Muschg bezeichnet Ödipus auf Kolonos als das für die europäische Kultur vorbildlichste Werk. Es zeige den im Geist der Gastlichkeit nicht gelösten, sondern aufgehobenen Konflikt. Sophokles’ Tragödie wurde vom österreichischen Schriftsteller Peter Handke 2003 ins Deutsche übertragen.

## Moderne Aufführungen und Bearbeitungen
- 1986: Lee Breuer und Bob Telson: The Gospel at Colonus.
- 2010: Im Juli 2010 führte Peter Stein das Stück im Rahmen der Salzburger Festspiele auf der Pernerinsel in Hallein mit Klaus Maria Brandauer als Ödipus auf. Diese Aufführung wird vom Berliner Ensemble gezeigt.